# Lalande-en-Son
Lalande-en-Son è un comune francese di 692 abitanti situato nel dipartimento dell'Oise della regione dell'Alta Francia.

## Società

### Evoluzione demografica
Abitanti censiti